# Ivana Popovic
Ivana Popovic (Sydney, 19 september 2000) is een tennisspeelster uit Australië. Zij begon op vierjarige leeftijd met het spelen van tennis. Haar broer Milislav Popovic is voetballer bij het Australische Macarthur FC.

## Loopbaan
In 2019 won Popovic haar eerste ITF-titel op het dubbelspeltoernooi van Aschaffenburg (Duitsland), samen met de Italiaanse Tatiana Pieri.
In 2021 speelde zij samen met Abbie Myers haar grandslamdebuut op het Australian Open in het damesdubbelspeltoernooi.

## Posities op deWTA-ranglijst
Positie per einde seizoen:
| jaar | rang enkelspel | rang dubbelspel |
| ---- | -------------- | --------------- |
| 2018 | 831            | –               |
| 2019 | 462            | 549             |
| 2020 | 360            | 512             |
| 2021 | 454            | 250             |

## Resultaten grandslamtoernooien
| Legenda | Legenda                          |
| ------- | -------------------------------- |
| g.t.    | geen toernooi gehouden           |
| l.c.    | lagere categorie                 |
| –       | niet deelgenomen                 |
| G       | uitgeschakeld in de groepsfase   |
| 1R      | uitgeschakeld in de eerste ronde |
| 2R      | uitgeschakeld in de tweede ronde |
| 3R      | uitgeschakeld in de derde ronde  |
| 4R      | uitgeschakeld in de vierde ronde |
| KF      | uitgeschakeld in de kwartfinale  |
| HF      | uitgeschakeld in de halve finale |
| F       | de finale verloren               |
| W       | het toernooi gewonnen            |
| w-v     | winst/verlies-balans             |

### Enkelspel
geen deelname

### Vrouwendubbelspel
| toernooi        | 2021 |
| --------------- | ---- |
| Australian Open | 1R   |
| Roland Garros   | –    |
| Wimbledon       | –    |
| US Open         | –    |